# Georges Danion
Georges Danion, né le 28 janvier 1922 à Luçon en Vendée, mort le 24 décembre 2005 à Lodève (Hérault) est un facteur d’orgue français.

## Biographie
Il emménage à Paris en 1924. Il étudie le violon en leçons privées et plus tard, joue dans un orchestre parisien.
En 1945, il épouse Anik Gonzalez, fille de Fernand et petite-fille de Victor Gonzalez.
En 1947, Victor l’invite à travailler avec lui pour remplacer son fils Fernand mort à la guerre en 1940. Il se passionne tout particulièrement pour les techniques d'harmonisation qu’il apprend avec le maître.
Après le décès de Victor Gonzalez en 1956, il prend la direction des Établissements Gonzalez (appelés communément Danion-Gonzalez depuis), et poursuit l'idéal néoclassique de son maître.  Le concept de l'orgue néo-classique, sorte de synthèse des esthétiques antérieures, suscitera de nombreuses querelles et polémiques au sein du monde de l'orgue de la part de ceux qui refusaient toutes évolutions dans la manufacture d'orgues, y compris de la part des musiciens néo-baroques. 
En 1962, il rachète la Maison Jacquot-Lavergne de Rambervillers dans les Vosges, alors la plus ancienne manufacture d'orgues dans le monde toujours en activité depuis 1750. 
En 1963, il transfère l'entreprise transformée en S.A. Gonzalez à Rambervillers. Les locaux comprennent une grande salle de montage, des ateliers de menuiserie et de tuyauterie où l'on coule l'étain et fabrique la totalité de la tuyauterie de métal fournie dans les orgues neufs. 
De nos jours cette entreprise est dirigée par Bernard Dargassies sous le nom de Manufacture vosgienne de grandes orgues.
En janvier 1980, il crée avec son épouse, la Manufacture Languedocienne de Grandes Orgues, Sarl, à Lodève, dans l'Hérault.
En 1988, les Danion-Gonzalez se séparent de leur entreprise de Rambervillers et s'installent à Lodève d'où ils travaillent à la construction ou reconstruction des orgues de l'église Sant Esteve d'Andorre-la-Vieille, de Saint-Vincent de Carcassonne, de la collégiale Saint-Paul de Clermont-l'Hérault, aux restaurations des instruments des cathédrales de Béziers, de Lodève et de Carcassonne, des églises Notre-Dame de La Ciotat, Saint-Pierre de Prades et Sainte-Juste-et-Sainte-Ruffine de Prats-de-Mollo-la-Preste, de même qu'à la reconstruction de l'orgue de la cathédrale Saint-Sauveur d'Aix-en-Provence (39 jeux) et les restaurations de ceux de Saint-Pierre de Céret (36 jeux) et de Sainte-Bernadette de Montpellier (13 jeux).
Depuis leur retraite en 1998, cette entreprise est gérée par le facteur d'orgues et harmoniste Charles-Emmanuel Sarélot.
En février 1992, Georges Danion est invité par l'Université de Denton, au Texas, pour donner une conférence sur la facture d’orgue durant un congrès de quelque deux cents organistes, en compagnie de Marie-Claire Alain, Marie-Madeleine Duruflé, Marie-Louise Langlais, et Jacqueline Marchal.
La préface du programme d'inauguration de l'orgue de la cathédrale de Meaux reconstruit par ses soins en 1980, est signée par Olivier Messiaen:

« La cathédrale de MEAUX, dont le grand BOSSUET fut l'évêque, avait besoin d'un orgue important dont les timbres fussent capables d'exprimer les voix religieuses des siècles passés et de l'époque contemporaine.
Les restaurateurs l'ont compris. Ils viennent d'achever un instrument de synthèse sur lequel il sera possible de jouer FRESCOBALDI et Nicolas de GRIGNY, aussi bien que J.S. BACH, les romantiques et les maîtres du 20e siècle, depuis DUPRÉ. Réjouissons-nous d'une telle ampleur de vue, et souhaitons à ce nouvel instrument de résonner souvent grâce à des exécutants éclectiques. »

## Distinction
En 1999,  Chevalier de la Légion d'honneur.

## Principales réalisations
Les grandes orgues de :

### En France

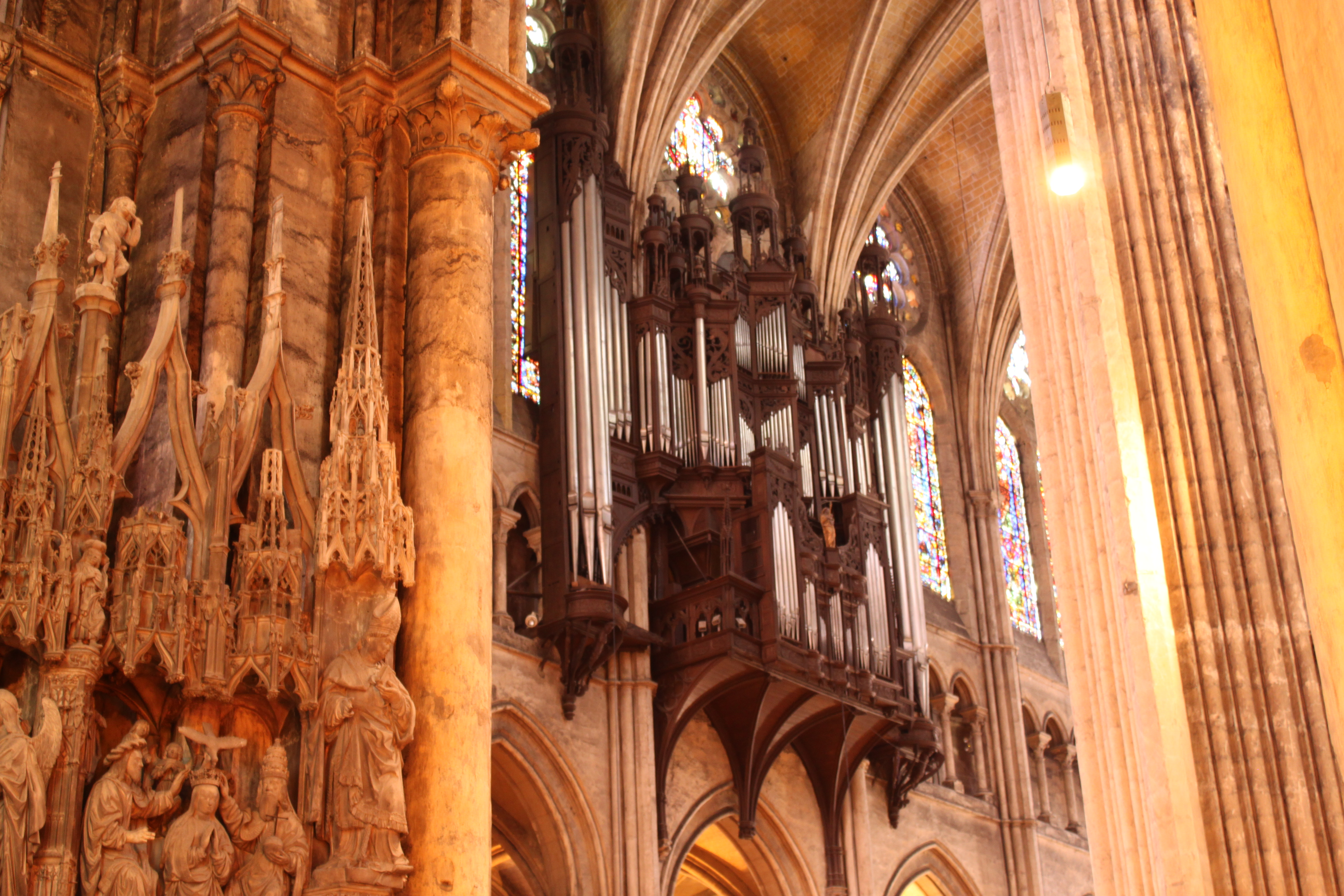
Orgue de la Cathédrale de Chartres

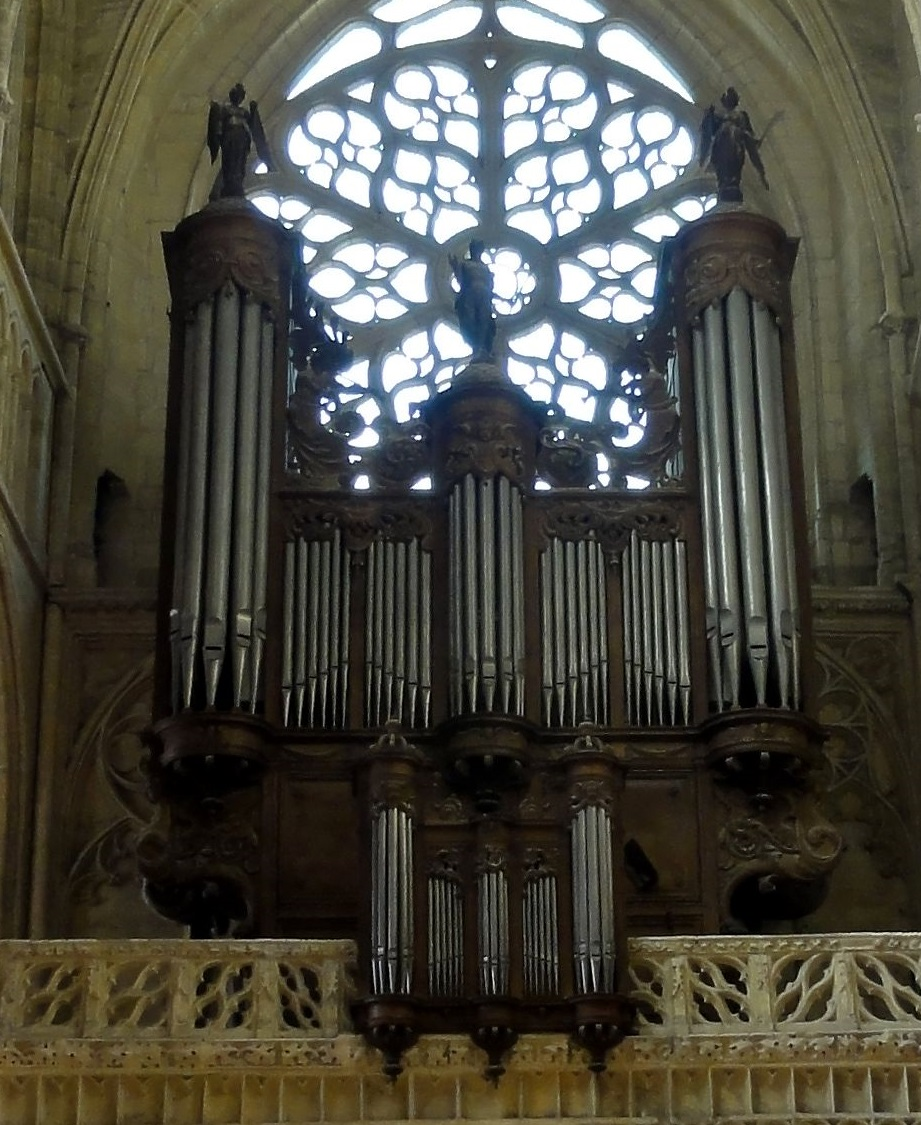
Orgue de tribune de la cathédrale de Meaux

- Studio 104 de Radio France, construit entre 1957 et 1966 par les Établissements Danion-Gonzalez et relevé par Bernard Dargassies en 1989 ; il est démonté en 2007, transféré à la cathédrale Notre-Dame-de-la-Treille de Lille, et inauguré en 2008.
- l'église Saint-Jacques de Reims (1962), restauré en 1977
- la cathédrale Saint-Étienne de Limoges (1963)
- la cathédrale de Troyes (1966)
- l'église Saint-Pierre de Caen (1968), remplacé par un orgue de Jean-François Dupont en 1997
- la cathédrale de Chartres (1971)
- la basilique Saint-Denys d'Argenteuil, orgue Louis Suret (1867), remanié par Danion-Gonzalez en 1971-73
- la cathédrale du Mans (1974)
- Église Saint-Léon de Nancy (1975)
- Philharmonie de st jean de luz (1975),
- la cathédrale de Nevers (1978)
- Orgue de tribune de la cathédrale Saint-Pierre de Beauvais (1979)
- la collégiale St-Martin de Montmorency (1979)
- la cathédrale de Meaux (1980)
- la cathédrale Saint-André de Bordeaux (1982)
- la cathédrale Saint-Jean de Basençon (1987)
- la Collégiale Notre-Dame de Mantes-la-Jolie (1988)[4]

### Dans les églises parisiennes
- L’orgue de l’église réformée de l’Oratoire du Louvre (1961-62),
- l'église Saint-Joseph-des-Nations (rue St-Maur) (1963),
- l'église évangélique Baptiste (1965),
- l'église Saint-Joseph-Artisan (1966),
- l'église Saint-Merry (orgue de chœur, 1968),
- l'église Notre-Dame-des-Champs (orgue de chœur Merklin, restauré en 1969),
- l'église Saint-Vincent-de-Paul (1970),
- l'église Notre-Dame-de-l'Assomption (1970),
- l'église Arménienne (1970),
- l'église Notre-Dame-de-la-Salette (1970),
- l'église de La Madeleine (grand orgue 1971, orgue de chœur 1976),
- l'église Saint-Paul-Saint-Louis (1972),
- l'église Saint-Augustin (orgue de chœur, 1973),
- l'église Saint-Louis-d'Antin (1973),
- l'église Saint Gervais et Saint Protais  (1974),
- l'église Saint-Etienne-du-Mont (1975),
- l'église Saint-Pierre-du-Gros-Caillou (1978),
- l'église Saint-Jacques-Saint-Christophe de la Villette (1983),
- l'église Saint-François-de-Sales (ancienne église, 1985).